# Essie Davis

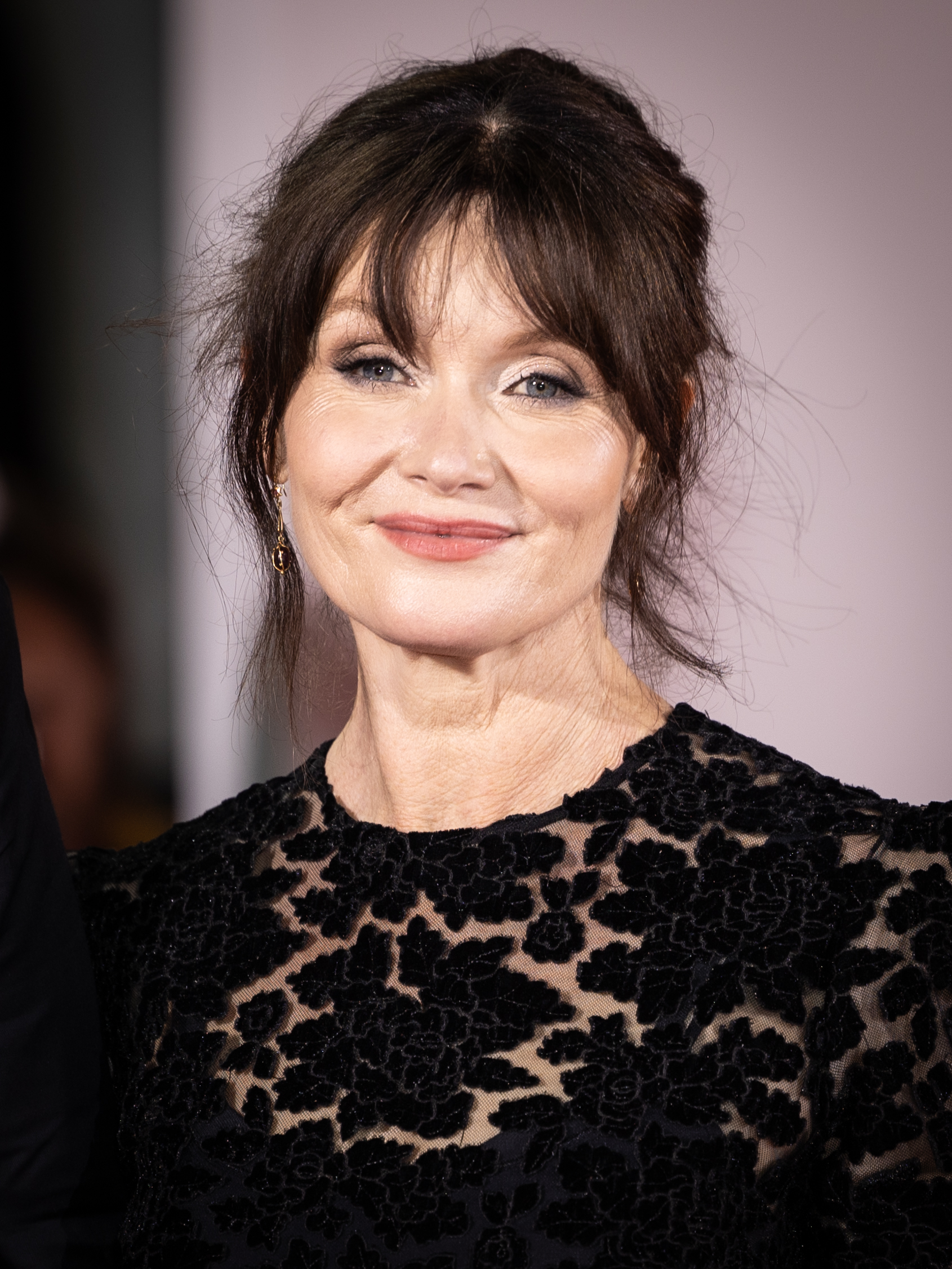
Essie Davis (2024)

Esther „Essie“ Davis (* 19. Januar 1970 in Hobart, Tasmanien) ist eine australische Schauspielerin.

## Leben
Essie Davis ist als Tochter des lokal bekannten Künstlers George Davis in Tasmanien geboren und aufgewachsen. In ihrer Jugend wirkte sie als Sängerin in Schülerbands mit, ehe sie sich der Schauspielerei zuwandte. Ende der 1980er Jahre war Davis Mitglied der Theatergruppe Old Nick Company an der University of Tasmania und absolvierte ihre Schauspielausbildung am National Institute of Dramatic Art (NIDA) in Sydney. Während sie vermehrt in australischen Theaterproduktionen erschien, feierte Davis 1993 ihr Filmdebüt mit einer Nebenrolle in John Dingwalls Drama Doppeltes Spiel, in dem Anthony LaPaglia und Hugo Weaving als Kriminalbeamte der Korruption in den eigenen Reihen auf die Spur kommen. Es folgten größere Filmrollen wie in Tony Mahoods Drama River Street (1996), dem Fernsehfilm The Ripper (1997), der sich des Mysteriums um Jack the Ripper bediente, sowie Auftritte in australischen Fernsehserien. Im Jahr 2001 wurde Davis für ihre Rolle in Mark Pipers Fernsehfilm Halifax f.p: The Spider and the Fly vom Australian Film Institute als Beste Hauptdarstellerin in einem Fernsehfilm oder Fernsehmehrteiler nominiert.
2001 erhielt Essie Davis ein Engagement für die englisch-australische Koproduktion von Oscar Wildes Theaterkomödie The Importance of Being Earnest, in dem sie im Londoner Savoy Theatre gemeinsam mit Patricia Routledge auf der Bühne stand. Später sprach sie für eine Rolle in einem Film vor, der von Glenn Close produziert werden sollte und beeindruckte die US-amerikanische Schauspielerin. Obwohl das Filmprojekt nie realisiert wurde, verschaffte Close Davis ein halbes Jahr später einen Vorsprechtermin für die Rolle der Stella in dem Theaterrevival von Tennessee Williams’ Endstation Sehnsucht (2002) am Londoner Royal National Theatre, die sie auch erhielt. Unter der Regie Trevor Nunns und an der Seite von Glenn Close, die in der Hauptrolle der Blanche DuBois zu sehen war, wurde Davis von der Kritik gefeiert und 2003 mit dem renommierten Theaterpreis Laurence Olivier für die beste Nebenrolle ausgezeichnet.
Nach dem Erfolg von Endstation Sehnsucht erschien Essie Davis in der Rolle der eifersüchtigen Gattin von Jan Vermeer (gespielt von Colin Firth) in Peter Webbers Kostümdrama Das Mädchen mit dem Perlenohrring (2003). Der Film errang die Gunst der Kritiker und war 2004 in mehreren Kategorien für einen Oscar, Golden Globe und British Academy Film Award nominiert. Mitte Juni 2003 wurde Davis erneut für eine Theaterproduktion des Royal National Theatres verpflichtet. In dem Revival von Tom Stoppards philosophischen Stück Jumpers erschien sie in der Rolle der Dottie, in der sie auch Gesangseinlagen interpretierte. Nicholas Hytners Produktion mit Davis und Beale wurde vom Lyttelton Theatre ins Londoner West End verlegt und später an den New Yorker Broadway übertragen, wo sie zwischen April und Juli 2004 fast neunzig Mal aufgeführt wurde. Für ihr Broadway-Debüt wurde Davis im gleichen Jahr mit einer Nominierung für den renommierten US-amerikanischen Theaterpreis Tony als beste Nebendarstellerin belohnt, musste sich aber der US-Amerikanerin Audra McDonald (A Raisin in the Sun) geschlagen geben. Weitere Filmrollen waren u. a. die Maggie in Matrix Reloaded und Matrix Revolutions (beide 2003) sowie die weiblichen Hauptrollen in den beiden Fernsehfilmen Sweeney Todd und The Silence (beide 2006). 2006 spielte Davis die Filmmutter von Dakota Fanning in Schweinchen Wilbur und seine Freunde, in dem so bekannte Schauspielkollegen wie Julia Roberts, Oprah Winfrey, Kathy Bates oder Robert Redford Sprechrollen übernahmen. 2007 war sie neben Toni Collette in der australischen Filmproduktion Hey, Hey, It’s Esther Blueburger zu sehen, ein Jugenddrama über ein 13-jähriges Mädchen (gespielt von Keisha Castle-Hughes), das versucht, in einer angesehenen Privatschule und zugleich in einer öffentlichen Schule Anschluss zu finden.
Nach Nebenrollen in australischen Filmen wie Australia (2008) oder Burning Man (2011; Nominierung für den Film-Critics-Circle-of-Australia-Award) trat Davis vornehmlich in australischen Fernsehproduktionen in Erscheinung. Für den Part der Dolly Prickles in dem Mehrteiler Cloud Street, der zwei australische Familien aus der Arbeiterklasse über einen Zeitraum von 20 Jahren von den 1940er bis 1960er Jahren begleitet, erhielt sie eine Nominierung für den australischen AACTA Award als beste Hauptdarstellerin. Von 2012 bis 2015 spielte sie in bisher drei Staffeln die Titelrolle der Detektivserie Miss Fishers mysteriöse Mordfälle, die auf den Kriminalromanen von Kerry Greenwood basieren.
Essie Davis ist mit dem Regisseur Justin Kurzel verheiratet. Aus der Ehe gingen Zwillingstöchter hervor. Die Familie lebt in London und in Australien. Im letzten Film ihres Ehemannes, Nitram, ist Davis in der Rolle einer reichen Eremitin zu sehen, die einen jungen Mann unter ihre Fittiche nimmt.

## Filmografie (Auswahl)
- 1993: Doppeltes Spiel (The Custodian)
- 1995: Lilian’s Story
- 1995: Dad and Dave: On Our Selection
- 1996: River Street
- 1997: Blackrock
- 1997: Water Rats – Die Hafencops (Water Rats, Fernsehserie, 2 Folgen)
- 1997: The Ripper (Fernsehfilm)
- 2000: Halifax (Halifax f.p., Fernsehserie, Folge 1x17 The Spider and the Fly)
- 2002: The Pact – Ein Pakt für den Tod (The Pact)
- 2003: Matrix Reloaded (The Matrix Reloaded)
- 2003: After the Deluge (Miniserie)
- 2003: Das Mädchen mit dem Perlenohrring (Girl with a Pearl Earring)
- 2003: Code 46
- 2003: Matrix Revolutions (The Matrix Revolutions)
- 2005: Isolation
- 2006: Sweeney Todd (Fernsehfilm)
- 2006: The Silence (Fernsehfilm)
- 2006: Schweinchen Wilbur und seine Freunde (Charlotte’s Web)
- 2008: Hey Hey It’s Esther Blueburger
- 2008: Australia
- 2010: Die Legende der Wächter (Legend of the Guardians: The Owls of Ga’Hoole, Stimme)
- 2011: The Last Time I Saw Michael Gregg
- 2011: Cloudstreet (Miniserie)
- 2011: Burning Man
- 2011: The Slap – Nur eine Ohrfeige (The Slap, Miniserie, 8 Folgen)
- 2012–2015: Miss Fishers mysteriöse Mordfälle (Miss Fisher’s Murder Mysteries, Fernsehserie)
- 2014: Der Babadook (The Babadook)
- 2016: Game of Thrones (Fernsehserie, 3 Folgen)
- 2016: Mindhorn
- 2016: Assassin’s Creed
- 2017: Philip K. Dick’s Electric Dreams (Fernsehserie, Folge 1x06)
- 2019: Milla Meets Moses (Babyteeth)
- 2019: Lambs of God (Miniserie, 4 Folgen)
- 2019: Outlaws – Die wahre Geschichte der Kelly Gang (True History of the Kelly Gang)
- 2020: Miss Fisher und die Gruft der Tränen (Miss Fisher and the Crypt of Tears)
- 2021: The Justice of Bunny King
- 2021: Nitram
- 2022: Guillermo del Toro's Cabinet of Curiosities (Fernsehserie, Folge 1x08)
- 2024: Zwei an einem Tag (One Day, Fernsehserie, 4 Folgen)
- 2024: Exposure (Fernsehserie, 6 Folgen)
- 2025: Alien: Earth (Fernsehserie)

## Theaterstücke (Auswahl)
- 2001: The Importance of Being Earnest
- 2002: Endstation Sehnsucht (A Streetcar Named Desire)
- 2003: Jumpers, London
- 2004: Jumpers, New Yorker Broadway

## Auszeichnungen
- 1995: Nominierung für den Australian Film Institute Award für Dad and Dave: On Our Selection (Beste Nebendarstellerin)
- 2000: Nominierung für den Australian Film Institute Award für Halifax f.p: The Spider and the Fly (Beste Hauptdarstellerin in einem Fernsehfilm oder Miniserie)
- 2003: Nominierung für den Australian Film Institute Award für After the Deluge (Beste Neben- oder Gastdarstellerin in einem Fernsehfilm – Drama/Komödie)
- 2003: Laurence Olivier Award für Endstation Sehnsucht (Beste Nebendarstellerin)
- 2004: Tony-Nominierung für Jumpers (Beste Nebendarstellerin)
- 2006: Darstellerpreis des Screamfest Horror Film Festival für Isolation
- 2011: Film Critics Circle of Australia Award für South Solitary (Beste Nebendarstellerin)
- 2012: Nominierung für den Film Critics Circle of Australia Award für Burning Man (Beste Nebendarstellerin)
- 2012: Nominierung für den AACTA Award für Cloudstreet (Beste Hauptdarstellerin in einem Fernsehdrama)
- 2012: Nominierung für den Logie Award für The Slap (Beste Darstellerin)